# محدودیت (فیلم ۱۹۹۰)
محدودیت (به انگلیسی: Pratibandh) فیلمی محصول سال ۱۹۹۰ و به کارگردانی راوی راجا پینستی است. در این فیلم بازیگرانی همچون چیرانجیوی، جوهی چاولا، رامی ردی، جی. وی سومایاجلو، کولبوشان کارباندا و ریما لاگو ایفای نقش کرده‌اند.